# Rebecka Teper
Åsa Rebecka Teper (født 26. juli 1972, død 8. april 2023) var en svensk skuespillerinde, der blev særligt kendt for at medvirke i forskellige tv-serier. Disse talte blandt andet Rederiet, Skærgårdsdoktoren, Vores venners liv, Mord i Skærgården og Solsidan.
Rebecka Teper studerede skuespil i Stockholm fra 1988 til 1996, hvor hun debuterede på scenen i 1995. Hun fortsatte i 1998 sine studier på Stella Adler Conservatory of Acting i New York City.
Særligt i tv-serien Solsidan blev Rebecka Teper kendt for at spille rollen som Lussan, en veninde til karakteren Michaela Schiller.

## Død
Teper døde efter længere tids sygdom den 8. april 2023. Hun blev 50 år gammel.

## Udvalgt filmografi
- Rederiet (tv-serie, 1996)
- Anna Holt - Polis (tv-serie, 1996)
- Skærgårdsdoktoren (tv-serie, 1997)
- Ett litet rött paket (tv-serie, 1999)
- Återkomsten (tv-serie, 2001)
- Syndare i sommarsol (2001)
- Hundtricket - The Movie (2002)
- Vores venners liv (tv-serie, 2010)
- Solsidan (tv-serie, 2010-2021)
- Mord i Skærgården (tv-serie, 2012)
- Emil og Ida fra Lønneberg (animationsfilm, 2013)
- Beck (tv-serie, 2015)
- Bonusfamilien (tv-serie, 2017-2019)
- Springfloden (tv-serie, 2018)